# 国立統計地理情報院
国立統計地理情報院（こくりつとうけいちりじょうほういん、スペイン語: Instituto Nacional de Estadística y Geografía, INEGI）は、メキシコの地理・資源・人口・経済などに関する統計情報を収集し、一般に利用できるようにする公共団体である。日本では国家統計地理情報局とも呼ばれる。

## 概要
国立統計地理情報院は国勢調査を行う団体であり、人口・世帯については毎年、経済については5年に一度、農林業については10年に一度調査を行っている。

## 歴史
1882年に統計局(Dirección General de Estadística)が設立された。1968年には大統領秘書室に附属する地理局(Dirección General de Geografía)が設立された。1983年1月25日、これらとコンピューター政策局、情報統合分析局を併合して国立統計地理情報院(Instituto Nacional de Estadística, Geografía e Informática)が設立された。現在の正式名称からは「Informática」が抜けているが、略称は変わっていない。
1985年に本部がアグアスカリエンテス州アグアスカリエンテスに移転した。